# NGC 4685
NGC 4685 је елиптична галаксија у сазвежђу Береникина коса која се налази на NGC листи објеката дубоког неба.
Деклинација објекта је + 19° 27' 53" а ректасцензија 12h 47m 11,4s. Привидна величина (магнитуда) објекта NGC 4685 износи 12,7 а фотографска магнитуда 13,7. NGC 4685 је још познат и под ознакама UGC 7954, MCG 3-33-4, CGCG 100-7, PGC 43143.